# Ephedra foeminea
{{#ifeq:0|0|{{#if:|{{#if:Ephedrafoeminea|[[]}}|}}}}
Ephedra foeminea — вид голонасінних рослин класу гнетоподібних.

## Поширення, екологія
Країни проживання: Албанія, Болгарія, Кіпр, Джибуті, Єгипет, Еритрея, Ефіопія, Греція (Схід Егейського моря, Крит), Ізраїль, Італія, Йорданія, Ліван, Лівія, Саудівська Аравія, Сомалі, Сирія, Туреччина, Ємен. Росте на висотах від рівня моря до 2600 м. Чагарник, знайдений в різних середовищах проживання від рідкісних макі, середземноморським лісових масивів. Зустрічається на скелях, в ярах і на голих скелях. Квіти з березня по листопад і фрукти з серпня по січень.

## Використання
Стебла більшості членів цього роду містять алкалоїд ефедрин і відіграють важливу роль в лікуванні астми та багатьох інших скарг дихальної системи.

## Загрози та охорона
Немає серйозних загроз в даний час. Протягом ареалу перекриває численні охоронні території. Зростає, принаймні, в 10 ботанічних садах і зразки були зібрані для збереження в рамках насіннєвого банку Проекту тисячоліття.

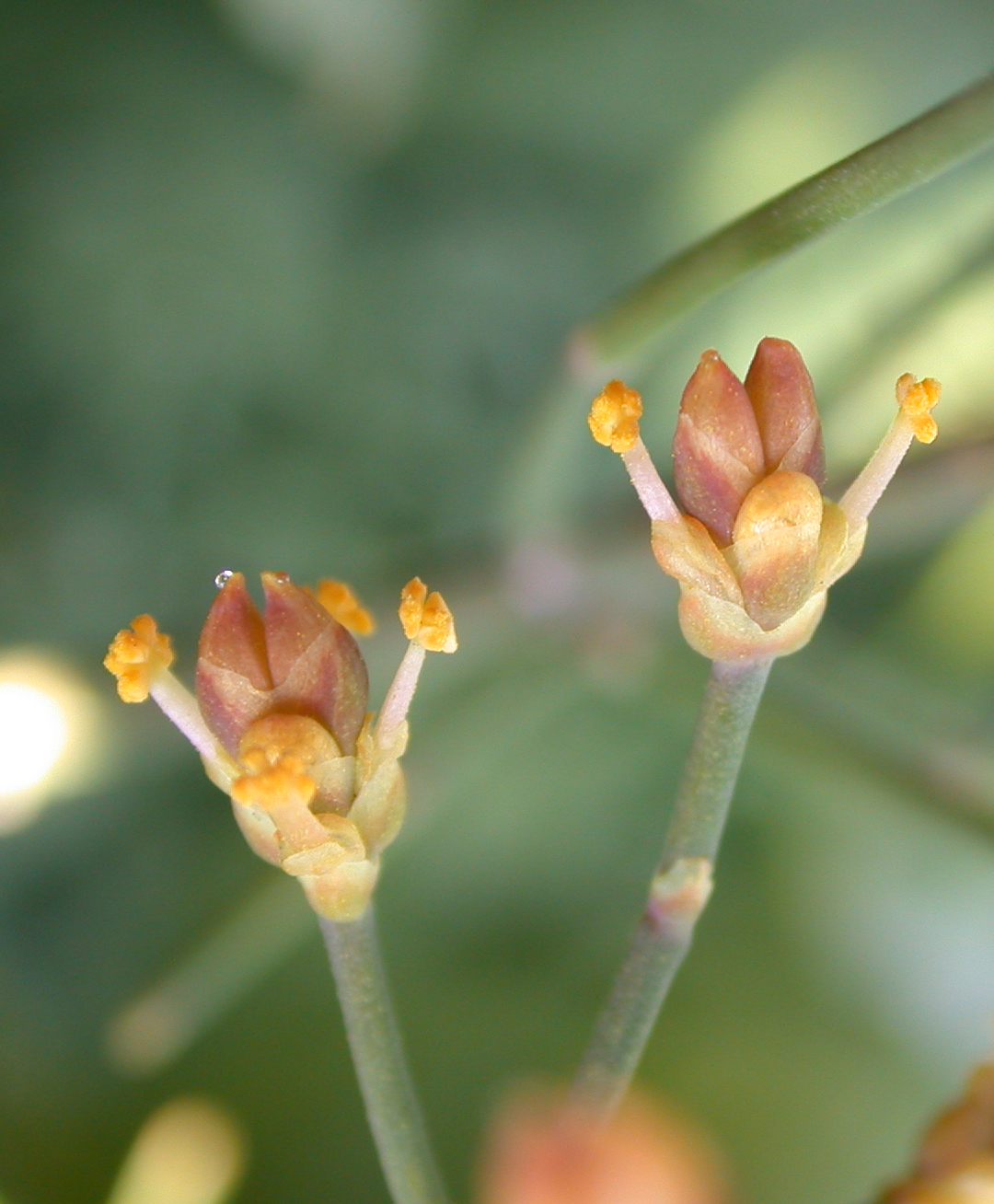

| Шишки секвоядендрону | Це незавершена стаття про голонасінні. Ви можете допомогти проєкту, виправивши або дописавши її. |